# Championnats d'Europe de boxe amateur 1949
Navigation
Édition précédente Édition suivante
La 8e édition des championnats d'Europe de boxe amateur s'est déroulée à Oslo, Norvège, du 13 au 18 juin 1949.

## Résultats

### Podiums
| Catégories               | Or                | Argent                 | Bronze           |
| Poids mouches (-51 kg)   | Janusz Kasperczak | József Bednai          | Hans Schmöller   |
| Poids coqs (-54 kg)      | Giovanni Zuddas   | Henning Jensen         | Salvator Vangi   |
| Poids plumes (-57 kg)    | Jacques Bataille  | Louis van Hoeck        | David O'Connell  |
| Poids légers (-60 kg)    | Michael McCullagh | Mohammed Aimme         | Pavle Šovljanski |
| Poids welters (-67 kg)   | Július Torma      | Victor Jørgensen       | Guy Toupé        |
| Poids moyens (-75 kg)    | László Papp       | Stig Sjölin            | Ivano Fontana    |
| Poids mi-lourds (-81 kg) | Giacomo di Segni  | Ota Rademacher         | Willy Schagen    |
| Poids lourds (+81 kg)    | László Bene       | Raymond Degl'Innocenti | Uber Baccilieri  |

### Tableau des médailles
| Place | Pays              | Médaille d'or, Europe | Médaille d'argent, Europe | Médaille de bronze, Europe | Total |
| ----- | ----------------- | --------------------- | ------------------------- | -------------------------- | ----- |
| 1     | Hongrie           | 2                     | 1                         | 0                          | 3     |
| 2     | Italie            | 2                     | 0                         | 2                          | 4     |
| 3     | France            | 1                     | 2                         | 2                          | 5     |
| 4     | Tchécoslovaquie   | 1                     | 1                         | 0                          | 2     |
| 5     | Irlande           | 1                     | 0                         | 1                          | 2     |
| 6     | Pologne           | 1                     | 0                         | 0                          | 1     |
| 7     | Danemark          | 0                     | 2                         | 0                          | 2     |
| 8     | Belgique          | 0                     | 1                         | 0                          | 1     |
| 8     | Suède             | 0                     | 1                         | 0                          | 1     |
| 10    | Autriche          | 0                     | 0                         | 1                          | 1     |
| 10    | Pays-Bas          | 0                     | 0                         | 1                          | 1     |
| 10    | Yougoslavie       | 0                     | 0                         | 1                          | 1     |
| Total | 12 pays médaillés | 8                     | 8                         | 8                          | 24    |